# أنيليمة ثنائية الأزهار
أنيليمة ثنائية الأزهار (الاسم العلمي: Aneilema biflorum) هي نوع من النباتات تتبع جنس الأنيليمة من الفصيلة الوعلانية.